# 월명종합경기장
월명종합경기장(月明綜合競技場, Wolmyeong Sports Complex)은 대한민국 전북특별자치도 군산시에 있는 스포츠 시설이다.

## 주요 시설

### 주경기장
축구 경기가 가능한 종합운동장으로 과거 K리그가 개최된 적이 있다.

## 참고 문헌
- 〈월명종합경기장〉. 《한국향토문화전자대전》. 한국학중앙연구원.[깨진 링크(과거 내용 찾기)]
- “군산시 체육시설 - 월명종합경기장”. 군산시청. 2018년 4월 27일에 원본 문서에서 보존된 문서. 2019년 8월 13일에 확인함.
- “군산시 체육시설 - 월명종합경기장 주경기장”. 군산시청.[깨진 링크(과거 내용 찾기)]
- 《전국 공공체육 시설 현황 (2017년말 기준)》. 대한민국 문화체육관광부. 2019.
- 《2023 전국 공공체육시설 현황 (2022년 12월말 기준)》. 대한민국 문화체육관광부. 2024.

## 같이 보기
- 월명종합경기장 야구장
- 군산월명체육관